# Tom Breese
Tom Breese, född 16 september 1991 i Birmingham, är en brittisk MMA-utövare som sedan 2015 tävlar i organisationen Ultimate Fighting Championship.